# Катрин Хауърд
Катрин Хауърд (на английски: Catherine Howard) е английска кралица, пета съпруга на крал Хенри VIII. Тя се омъжва за него на 28 юли 1540 г., почти веднага след като е уредено анулирането на неговия брак с предишната му съпруга Ана Клевска. След две години съжителство с Хенри VIII Катрин Хауърд е затворена и обезглавена поради обвинение в изневяра с далечния ѝ роднина Томас Кулпепър.

## Ранни години
Катрин е с аристократично потекло – дъщеря на лорд Едмънд Хауърд (ок.1478 – 1539) от рода Хауърд. Повечето изследователи считат, че е родена около 1521 – 1523 г. в Ламбет, Лондон. Елизабет Хауърд, майката на Ан Болейн, е сестра на баща ѝ, и така Катрин и Ан Болейн са първи братовчедки. Дядото Томас Хауърд е втори херцог на Норфолк (1443 – 1524), но баща ѝ Едмънд не е богат, защото е трети поред син сред 21 деца и според обичая на първородството отпада като наследник. Когато родителите на Катрин се женят, майка ѝ вече има пет деца от първия си съпруг. След това ражда още шест и Катрин е около десето поред дете на майка си. За да издържа семейството, бащата затъва в дългове и често се принуждава да моли за подаяния своите по-заможни роднини. Майката умира през 1528 г., когато Катрин е съвсем малка, а бащата след това се жени още два пъти. През 1530 или 1531 г. с помощта на Томас Кромуел той получава служба на финансов контрольор (одитор) в Кале – последното английско владение на европейския континент. Отстранен е от този пост в началото на 1539 г. и умира през март същата година.
Когато Катрин е на около петгодишна възраст майка ѝ умира и тя е изпратена с някои от своите братя и сестри да живее под грижите на баба им Агнес Хауърд (мащеха на баща ѝ), овдовялата херцогиня на Норфолк. Тя поддържа големи домакинства в Съсекс и Норфолк, където десетки прислужници се грижат за множество деца на аристократични, но бедни роднини. Изпращането на малки деца да се образоват и обучават в чужди аристократични фамилии е широко разпространено сред европейските благородници по това време, но очевидно надзорът в именията на Агнес Хауърд е бил небрежен. Самата тя е заета и изглежда взема малко пряко участие във възпитанието на своите роднини и млади придружителки. Катрин не е така добре образована като някои от другите съпруги на Хенри, въпреки че умее да чете и пише и това е достатъчно впечатляващо постижение. По характер често я описват като жизнерадостна, но никога като начетена или благочестива. Тя има голям интерес към уроците по танци, но често се разсейва и измисля различни шеги; обича животните, особено кучета.

### Любовни афери
В имението на херцогинята около 1536 г. Катрин, тогава около тринадесетгодишна, и учителят ѝ по музика, Хенри Манокс, започват любовна връзка. Той дава показания за този епизод по време на разследването срещу нея по-късно, когато тя е кралица. Според разказите им Манокс и Катрин са имали сексуални контакти, но не са извършили действително сношение. В такъв случай е вероятно твърденията за изневяра в този период да са просто клевета. Краят на аферата с Манокс идва към на 1538 г., когато Катрин, вече петнадесетгодишна, се премества да живее в друго имение на Агнес Хауърд.
Там тя е преследвана от Франсис Дерехам, секретар на херцогинята. Те стават любовници, обръщайки се един към друг като „съпруг“ и „съпруга“. Дерехам поверява на Катрин различни съпружески задължения, като например съхранение на парите му, когато той пътува по работа. Много от съквартирантките на Катрин сред придворните дами и придружителите на Агнес Хауърд знаят за връзката, която очевидно приключва през 1539 г., когато херцогинята разбира за нея. Въпреки това, Катрин и Дерехам може да са се разделили с намерение да се оженят след завръщането му от Ирландия. Ако те наистина са разменили брачни клетви преди полово сношение, те биха били считани за законно женени в очите на Църквата.

## В кралския двор
Чичото на Катрин, херцогът на Норфолк, си намерил място в антуража на четвъртата съпруга на краля, Анна Клевска. Като млада и привлекателна дама, Катрин бързо хваща окото на крал Хенри. Кралят е показал слаб интерес към Анна от самото начало, но при неуспех на Кромуел да намери нова партия за Хенри, Норфолк вижда възможност. Семейство Хауърд може да са се опитвали да възстановят влиянието си, придобито по време на царуването на другата им племенница кралица Ан. Според Никълъс Сендър, религиозно консервативното семейство Хауърд може да е виждало Катрин като фигурант в борбата им с изразена решимост да възстановят католицизма в Англия. В рамките на месец след пристигането ѝ в двореца, Хенри прави на Катрин подаръци под формата на земя и скъп плат.
Крал Хенри и Катрин се венчават в Лондон на 28 юли 1540 г., в същия ден е екзекутиран доскорошният фаворит на краля Томас Кромуел, който се провалил в опитите да уреди подходящ брак на владетеля. Катрин била млада, весела и безгрижна. Тя е твърде млада, за да вземе участие в административните дела на държавата. Независимо от това всяка вечер при нея идва царедворец, който да докладва за благополучието на краля. Не са правени планове за коронация, но тя все още пътува по течението на Темза в кралската баржа за бъде посрещана из Лондон с пистолетни салюти и други акламации.
Всеки ден тя е облечена с нови дрехи във френската мода, украсена със скъпоценни бижута. Кралицата напуска Лондон през август 1540 г. Антуражът на Кралската двойка е пътувал на меден месец през Рединг и Бъкингам. На 29 август херцогът на Графтън пристига за заседание на Съвета. Кралят се впуснал в пищно харчене, за да отпразнува брака си, с обширни преустройства и развития в Уайтхол. Това било последвано от по-скъпи подаръци за Коледа в Хемптън Корт палас. Тази зима лошото настроение на краля се задълбочава и става по-яростно. Безспорно болката от възпалените крака му причинява силно страдание, но не направила отношенията в двореца по-лесни. Той обвинява съветници, че са „лъжливи“, и започва да съжалява за загубата на Кромуел. След помрачения от депресия март, настроението му се вдигнало на Великден. В същото време всички с нетърпение очакват първи признаци на кралска бременност.

### Обвинения в изневяра
Твърди се, че през пролетта на 1541 г., Катрин вече започва романс с любимия на Хенри придворен Томас Кулпепър – млад мъж на който му провървяло с чувствата на кралицата, по свидетелствата на Франсис Dereham. Катрин, която нарича Кулпепер „моето малко, сладко глупаче“ в любовно писмо, е решила го ожени за камериерка на Анна Клевска. Срещи на двойката били организирани от една от по-старите придворни дами на Катрин, Джейн Болейн, виконтеса Рошфорд (Лейди Рошфорд), вдовица на братовчеда на Катрин, Джордж Болейн, брат на Ан Болейн. Когато ревнивата Мери Lascelles, камериерка на Lambert, била изключена от кралското домакинство на господарката си, казала на своя брат протестантския реформатор Джон Lascelles, че има поверителна информация за предишни незаконни сексуални отношения на кралица Катрин. Мери е виждала любовно писмо до Кулпепър с отличителния почерк на Катрин.
Реформаторът архиепископ на Кентърбъри, Томас Кранмър, веднага започва разследване, за да свали от власт своите съперници – католическото семейство Норфолк. Пред заплахата от разпит с мъчения Лейди Рошфорд се съгласила да разкаже как е наблюдавала задната стълба на Катрин, докато Кулпепър напуска спалнята на кралицата. В Деня на Вси светии, 1 ноември 1541 г., кралят бил в Chapel Royal, молейки се, както обикновено за това „бижу на женствеността“ (Катрин). Той получава там заповедта за ареста на кралицата, която описва престъпленията ѝ. На 7 ноември 1541 г. започват разпитите, водени от делегация начело с архиепископ Кранмър. Но дори той казва: „Намерих я в такъв плач и скръб, както никога не съм виждал някое създание“. Той наредил на охраната да се отстранят всички предмети, които тя може да използва, за да се самоубие. От юридическа гледна точка, ако се установи наличието на предварителна любовна клетва между Катрин и Dereham, това би обосновало отнемането на кралския статут на Катрин и би позволило на Хенри да анулира брака им и да я прогони от двореца в бедност и позор, без да се налага да я екзекутира. И все пак тя твърдо отрича да е давала предварителна клетва, като твърди, че Dereham я е изнасилил.
Катрин е лишена от титлата си на кралица на 23 ноември 1541 г., и хвърлена в затвора в новото абатство Сайън, Мидълсекс, бивш манастир, където тя остава през цялата зима на 1541 г. Тя е принудена да върне пръстена на краля. Въпреки тези действия, предприети срещу нея, бракът ѝ с Хенри никога не е официално анулиран. Кулпепер и Dereham са изправени пред съда на 1 декември 1541 г. за държавна измяна. Признати са за виновни и са екзекутирани в Тайбърн на 10 декември 1541 г., Кулпепер е обезглавен, а Dereham е обесен и разчленен. Според обичая, главите им са набучени на пики и изложени на Лондон бридж (и остават там до 1546 г.). Много от роднините на Катрин също са задържани в Тауър с изключение на чичо ѝ, херцога на Норфолк, които се дистанцира достатъчно от скандала. Въпреки това синът му Хенри Хауърд, поет, остава един от любимците на краля. Знаейки, че семейството му е изпаднало в немилост, пише извинение на 14 декември на краля, извинява се и за цялата вина на неговата племенница и мащеха. Прави се опит всички затворници от рода Хауърд да бъдат признати за виновни в укриване на държавна измяна и осъдени на доживотен затвор и конфискация на имуществото. С течение на времето обаче те са освободени, а техните имоти – възстановени. Самата Катрин остава в състояние на неопределеност, докато на 29 януари 1542 г. в Парламента се внася законопроект за отнемане на земята и гражданските права на получилите смъртна присъда за държавна измяна или углавно престъпление. Законът е приет на 7 февруари същата година. Според друг закон от 1541 г. се наказва със смърт кралицата, ако не е разкрила пред краля сексуалната си история в рамките на двадесет дни от техния брак или ако подтикне някого да прелюбодейства с нея. Това решава въпроса за предварителната клетва на Катрин и Dereham и я прави недвусмислено виновна. Законопроектът за конфискация и отнемане на граждански права получава кралско одобрение и екзекуцията на Катрин е насрочена за 7.00 часа сутринта в понеделник, 13 февруари 1542 г. Мерките по изпълнението са били контролирани от сър Джон Гейдж като управител на Тауър. Тя приема съдбата си с относително спокойствие, но изглеждала бледа и ужасена, имала нужда от помощ, за да се изкачи на ешафода. Тя отправила реч, описваща нейното наказание като „достойно и просто“ и помолила за милост към семейството и молитви за душата ѝ. Според популярен фолклор, последната ѝ думи били: „Аз умирам като кралица, но по-скоро бих умряла като съпругата на Кулпепър“. Катрин е обезглавена с един удар на брадвата на палача. Лейди Рошфорд е екзекутирана веднага след това в Тауър Грийн. Двете тела са били погребани в един гроб в близкия параклис „Св. Петър“, където са също гробовете на братовчедите на Катрин Ан и Джордж Болейн. Други техни братовчеди присъстват в публиката, включително граф Съри. Крал Хенри не присъства. През 19 в. при реставрационни дейности на храма, в който е погребана Катрин Хауърд, тленните ѝ останки не са идентифицирани и запазени. Името ѝ е отбелязано върху плакет на западната стена, посветен на всички загинали в Тауър. Катрин е третата от съпругите на Хенри VIII, която произхожда от английската аристокрация; а Катерина Арагонска и Ана фон Клев са европейски кралски особи.
След изслушване на новината за екзекуцията на Катрин, Франсоа I на Франция пише писмо до Хенри, съжалявайки за "позорното и палаво [зло] поведение на кралицата" и го съветвал, че „лекотата на жените не може да огъва честта на мъжете“.

## Памет
След като Катрин Хауърд е екзекутирана, дори семейство Хауърд отстранява нейния портрет от тяхната семейна портретна галерия. Повечето историци смятат, че портретната миниатюра (показана тук) съществува в две версии на Ханс Холбайн Младши. Единственият оцелял образ на Катрин, рисуван приживе, е версията от Уиндзор. На картината тя е изобразена с кралско бижу. Архивите показват, че тези бижута са принадлежали на короната, не на всяка кралица лично, и няма документ, че те са били извадени от хазната и давани на други лица.
През 1998 г. Емилия Фокс играе Катрин в „Катрин Хауърд“ на Театралния фестивал в Чичестър, Съсекс; тя по-късно ще играе третата съпруга на Хенри Джейн Сиймор в ITV драма „Хенри VIII“ (2003). Катрин за първи път е представен на екран през 1926 г., във филма Hampton Court Palace, ролята ѝ изпълнява Габриел Мортън.
- Изключително измислена версия на Катрин като набожна католичка, начетена и сериозна, която иска да върне Хенри към старата вяра, е изобразена в трилогията Петата кралица от Форд Мадокс Форд, публикувана първоначално като отделни романи през 1906 г., 1907 г. и 1908 г.

- Романът от 1967 г. Катрин, Своеволната кралица от Морийн Питърс е написан от гледна точка на един измислен герой, Джералдин Lyle и разказва историята на Катрин от ранната ѝ младост до брака ѝ с Хенри VIII.

- Noonday Queen (1988), друг роман от Морийн Питърс. В Позлатяване 2012 г. роман за възрастни от Катрин Longshore, историята на Катрин е показана редом с тази на „Кити“ Tylney, отново измислена героиня, този път като най-добрата приятелка на Катрин.